# Noah Lewis
Noah Lewis (Almere, 23 augustus 2000) is een Nederlands voetballer die als verdediger voor St. Patrick's Athletic speelt.

## Carrière
Noah Lewis speelde in de jeugd van ASC Waterwijk, Almere City FC en Feyenoord, waar hij in 2018 een contract tot medio 2021 tekende. Sinds 2018 speelt hij in Jong Feyenoord. In het seizoen 2019/20 wordt hij verhuurd aan FC Dordrecht, waar hij op 7 september 2019 in de met 1-1 gelijkgespeelde thuiswedstrijd tegen MVV Maastricht zijn debuut in het betaald voetbal maakte. Hij speelde in de eerste seizoenshelft tien competitiewedstrijden voor Dordrecht, waarin hij tweemaal in de eerste helft van de wedstrijd een rode kaart kreeg. In de winterstop werd hij met medehuurling Ramón ten Hove teruggestuurd naar Feyenoord. Hij speelde voor Jong Feyenoord tot zijn contract in 2021 afliep. In september sloot hij bij Willem II aan, waar hij in het onder-21-elftal speelt, maar ook enkele wedstrijden bij de selectie van het eerste elftal zat.

### Statistieken
| Seizoen                     | Club           | Land           | Competitie     | Competitie | Competitie | Beker | Beker | Totaal | Totaal |
| Seizoen                     | Club           | Land           | Competitie     | Wed.       | Dlp.       | Wed.  | Dlp.  | Wed.   | Dlp.   |
| --------------------------- | -------------- | -------------- | -------------- | ---------- | ---------- | ----- | ----- | ------ | ------ |
| 2019/20                     | → FC Dordrecht | Nederland      | Eerste divisie | 10         | 0          | 2     | 0     | 12     | 0      |
| 2021/22                     | Willem II      | Nederland      | Eredivisie     | 0          | 0          | 0     | 0     | 0      | 0      |
| Carrièretotaal              | Carrièretotaal | Carrièretotaal | Carrièretotaal | 10         | 0          | 2     | 0     | 12     | 0      |
| Bijgewerkt op 10 maart 2022 |                |                |                |            |            |       |       |        |        |